# NGC 6803
NGC 6803 is een planetaire nevel in het sterrenbeeld Arend. Het hemelobject werd op 17 september 1882 ontdekt door de Amerikaanse astronoom Edward Charles Pickering.

## Synoniemen
- PK 46-4.1